# Stanford Telecommunications
Stanford Telecomunications, Inc., (ITS) era una compañía de ingeniería americana dedicada al desarrollo de tecnología para comunicaciones de satélite y navegación, en el Condado de Santa Clara, California. Fue fundada porJames J. Spilker Jr., P. Marshall Fitzgerald (1933–2013), y John W. Brownie En 1973, reincorporated en Delaware y fue público en 1988, y estuvo vendido a varios compradores (Intel, Newbridge/Alcatel, Dii/Flextronics, y ITT Industrias) en 1999.
Los fundadores de ITS eran en gran parte responsables del diseño de las señales que se utilizó en el sistema de navegación del GPS.
Fundado y desarrollado sin dinero capital de riesgo, ITS creció a 1300 empleados antes de que  se vendiese.